# Гринсборо (Северная Каролина)
Гри́нсборо (англ. Greensboro [ˈɡriːnzbʌroʊ]) — город в США, в штате Северная Каролина. До 1895 года название писалось Greensborough. Основан в 1809 году. Назван в честь генерала Натаниэля Грина (Nathanael Green), участника войны за независимость.
Население 299 035 человек по данным на 2020 год. В городе находится крупнейшая за пределами Вьетнама диаспора горных жителей тхыонгов.

## История
3 ноября 1979 года в городе произошёл расстрел (известный как бойня в Гринсборо) членами Ку-Клукс-Клана местных леворадикальных активистов, протестовавших против сегрегации на производстве. Суд, состоявшийся по результатам событий, осудил не только убийц, но ряд местных полицейских за сотрудничество с Ку-Клукс-Кланом.

## География
По данным Бюро переписи населения США, общая площадь города составляет 131,8 квадратных миль (341,4 км2), из которых 126,5 квадратных миль (327,7 км2) — это земля и 5,3 квадратных мили (13,7 км2), или 4,01 %, — вода.
Гринсборо расположен среди холмов Пидмонта в Северной Каролине, на полпути между голубым хребтом штата и Грейт-Смоки-Маунтинс на Западе и атлантическими пляжами и внешними берегами на востоке.

## Образование

### Высшее образование
В городе находится много крупных высших учебных заведений.

##### Колледжи и университеты
- Колледж Беннетта (Bennett College)
- Юридический университет (Elon University School of Law)
- Колледж Гринсборо (Greensboro College)
- Колледж Гилфорда (Guilford College)
- Государственный технический и сельскохозяйственный университет Северной Каролины (North Carolina Agricultural and Technical State University)
- Университет Северной Каролины в Гринсборо (University of North Carolina at Greensboro)
- Высшая школа богословия (Carolina Graduate School of Divinity)

## Достопримечательности
- Двухсотлетний Сад[англ.] (Bicentennial Garden)
- Международный центр гражданских прав и музей[англ.] (International Civil Rights Center and Museum)
- Дендрарий Гринсборо[англ.] (Greensboro Arboretum)
- Особняк и сады Блэндвуд[англ.] (Blandwood Mansion and Gardens)
- Мемориальный стадион мировой войны[англ.] (World War Memorial Stadium)
- Колизей комплекс Гринсборо[англ.] (Greensboro Coliseum Complex)
- Ньюбридж Банк Парк[англ.] (Newbridge Bank Park)
- Национальный военный парк Гилфорда[англ.] (Guilford Courthouse National Military Park)
- Научный центр Гринсборо[англ.] (Greensboro Science Center)

## СМИ

### Газеты
Greensboro News & Record является основной ежедневной газетой в Гринсборо.

## Промышленность
Наиболее известная промышленная продукция — это седельные тягачи Volvo VNL. Также город известен джинсами Wrangler.
В городе расположена штаб-квартира автомобилестроительной компании Mack Trucks.

## Известные уроженцы
- О. Генри — американский писатель.

## Города-побратимы
- Монбельяр, Франция
- Кишинёв, Молдова
- Инкоу, Китай[4]